# الفان الوسطاني
الفان الوسطاني قرية سورية تتبع ناحية مركز حماة في منطقة حماة في محافظة حماة. بلغ عدد سكانها 847 نسمة في عام 2004 حسب إحصاء المكتب المركزي للإحصاء.يسكنه النصيرية العلوية طغاة الشام

## وصلات خارجية
- الوحدات الإدارية في محافظة حماة